# Čaková
Čaková (en allemand : Friedersdorf ; en polonais : Czakowa) est une commune du district de Bruntál, dans la région de Moravie-Silésie, en République tchèque. Sa population s'élevait à 316 habitants en 2021.

## Géographie
Čaková se trouve à 10 km au nord-est de Bruntál, à 58 km à l'ouest-nord-ouest d'Ostrava et à 223 km à l’est de Prague.
La commune est limitée par Krasov au nord, par Brantice et Zátor à l'est, par Nové Heřminovy au sud, et par Široká Niva à l'ouest.

## Histoire
La première mention écrite de la localité date de 1498.

## Transports
Par la route, Čaková se trouve à 14 km de Bruntál, à 77 km d'Ostrava et à 299 km de Prague.